# 民主日 (奈及利亞)
民主日（英語：Democracy Day）是奈及利亞紀念1999年恢復民主的全國公共假日，於6月12日舉行紀念活動。在2018年之前，紀念活動於每年5月29日舉行。2000年起，每年都會舉行這項傳統活動。6月12日以前被稱為阿比奧拉日（Abiola Day），在奈及利亞拉哥斯和西南部一些州舉行慶祝活動。

## 歷史

### 背景
奈及利亞於1960年10月1日脫離英國獲得獨立。在其獨立歷史的大部分時間裡，奈及利亞由一系列軍政府統治，其間也有短暫的民主統治時期（例如1979年至1983年由謝胡·沙加里統治）。最後一位主要軍事統治者是薩尼·阿巴查將軍，他於1998年6月8日突然去世。他的繼任者阿卜杜勒薩拉米·阿布巴卡爾將軍承諾向民主過渡，並因此於1999年5月5日通過一部新憲法。奈及利亞舉行了選舉，曾以軍人身份統治奈及利亞的退休將軍奧盧塞貢·奧巴桑喬當選為新總統。

### 民主日
5月29日最初是奈及利亞的官方民主日，標誌著新當選的奧巴桑就任奈及利亞總統。2018年6月6日，在2018年5月29日慶祝民主日8天之後，穆罕馬杜·布哈里總統的政府宣布6月12日為新的民主日。這樣做是為了紀念1993年6月12日莫舒德·阿比奧拉的民主選舉，易卜拉欣·巴班吉達政府錯誤地取消了那次選舉。阿比奧拉後來在正確宣布自己為總統後被拘留。

## 其他
奈及利亞民主日主題曲是由Attih Soul根據布哈里領導的政府2017年的指示創作的，是紀念民主日慶祝活動的一部分。